# Список министров печати России

## СССР

### Комитет по наблюдению за деятельностью издательств и распространением произведений печати при народном комиссариате внутренней торговли СССР
Образован 6 мая 1925 года постановлением Совета Народных Комиссаров СССР.
| Имя                                       | Дата вступления в должность | Дата снятия с должности |
| ----------------------------------------- | --------------------------- | ----------------------- |
| Бердников, Александр Иванович (1883—1959) | 1 августа 1925              | 18 ноября 1925          |

Реорганизован 18 ноября 1925 года.

### Комитет по наблюдению за деятельностью издательств и распространением произведений печати при народном комиссариате внешней и внутренней торговли СССР
Образован 18 ноября 1925 года при реорганизации Наркомата торговли СССР.
| Имя                                       | Дата вступления в должность | Дата снятия с должности |
| ----------------------------------------- | --------------------------- | ----------------------- |
| Бердников, Александр Иванович (1883—1959) | 18 ноября 1925              | 16 января 1926          |

### Комитет по делам печати при народном комиссариате внешней и внутренней торговли СССР
| Имя                                         | Дата вступления в должность | Дата снятия с должности |
| ------------------------------------------- | --------------------------- | ----------------------- |
| Бердников, Александр Иванович (1883—1959)   | 16 января 1926              | май 1927                |
| Минкин, Александр Еремеевич (1887—1955)     | май 1927                    | декабрь 1928            |
| Корнюшин, Фёдор Данилович (1893—1938)       | январь 1929                 | май 1930                |
| Янский, Самуил Акимович (18**—19**) 1-й зам | июнь 1930                   | 7 января 1931           |

Упразднён 7 января 1931 года, функции переданы в ОГИЗ СССР.

### Государственное издательство иностранной литературы при СМ СССР
Образовано 4 мая 1946 года.
| Имя                                  | Дата вступления в должность      | Дата снятия с должности       |
| ------------------------------------ | -------------------------------- | ----------------------------- |
| Сучков, Борис Леонтьевич (1917—1974) | 4 мая 1946                       | август 1947                   |
| Морозов А. В. (19**—19**)            | и. о. август 1947 25 ноября 1947 | 25 ноября 1947 6 февраля 1949 |

Упразднён 6 февраля 1949 года, вошёл в состав Главного управления по делам полиграфической промышленности при СМ СССР.

#### Объединение государственных издательств при СМ СССР
Выделено 9 октября 1946 года из Государственного издательства иностранной литературы при СМ СССР.
| Имя                                 | Дата вступления в должность | Дата снятия с должности |
| ----------------------------------- | --------------------------- | ----------------------- |
| Юдин, Павел Федорович (1899—1968)   | 9 октября 1946              | 7 октября 1947          |
| Ревин, Алексей Иванович (1904—1974) | 7 октября 1947              | 6 февраля 1949          |

Упразднён 6 февраля 1949 года.

### Главное управление по делам полиграфической промышленности, издательств и книжной торговли при СМ СССР
| Имя                                 | Дата вступления в должность | Дата снятия с должности |
| ----------------------------------- | --------------------------- | ----------------------- |
| Грачев, Леонид Павлович (1907—1984) | 6 февраля 1949              | 15 марта 1953           |

Упразднено 15 марта 1953 года, функции преданы в созданное Министерство культуры СССР, в Главное управление издательств, полиграфии и книжной торговли.

### Государственный комитет СМ СССР по печати
Образован 10 августа 1963 года.
| Имя                                       | Дата вступления в должность | Дата снятия с должности |
| ----------------------------------------- | --------------------------- | ----------------------- |
| Романов, Павел Константинович (1913—1992) | 10 августа 1963             | 9 октября 1965          |

9 октября 1965 года преобразован в Комитет по печати при Совете Министров СССР, председатель которого не входил в состав СМ СССР.

### Комитет по печати при Совете Министров СССР
Образован 9 октября 1965 года на базе Государственного комитета СМ СССР по печати.
| Имя                                         | Дата вступления в должность | Дата снятия с должности |
| ------------------------------------------- | --------------------------- | ----------------------- |
| Михайлов, Николай Александрович (1906—1982) | 9 октября 1965              | 31 марта 1970           |
| Стукалин, Борис Иванович (1923—2004)        | 30 июня 1970                | 1 августа 1972          |

1 августа 1972 года преобразован в Государственный комитет СМ СССР по делам издательств, полиграфии и книжной торговли.

### Государственный комитет СМ СССР по делам издательств, полиграфии и книжной торговли
Образован 1 августа 1972 года на базе Комитета по печати при СМ СССР.
| Имя                                  | Дата вступления в должность | Дата снятия с должности |
| ------------------------------------ | --------------------------- | ----------------------- |
| Стукалин, Борис Иванович (1923—2004) | 1 августа 1972              | 5 июля 1978             |

5 июля 1978 года преобразован в Государственный комитет СССР по делам издательств, полиграфии и книжной торговли.

### Государственный комитет СССР по делам издательств, полиграфии и книжной торговли
Образован 5 июля 1978 года на базе Государственного комитета СМ СССР по делам издательств, полиграфии и книжной торговли.
| Имя                                    | Дата вступления в должность | Дата снятия с должности |
| -------------------------------------- | --------------------------- | ----------------------- |
| Стукалин, Борис Иванович (1923—2004)   | 5 июля 1978                 | 6 декабря 1982          |
| Пастухов, Борис Николаевич (1933—2021) | 6 декабря 1982              | 24 февраля 1986         |
| Ненашев, Михаил Фёдорович (1929—2019)  | 24 февраля 1986             | 16 мая 1989             |

27 июня 1989 года преобразован в Государственный комитет СССР по печати.

### Государственный комитет СССР по печати
Образован 27 июня 1989 года на базе Государственного комитета СССР по делам издательств, полиграфии и книжной торговли.
| Имя                                   | Дата вступления в должность | Дата снятия с должности |
| ------------------------------------- | --------------------------- | ----------------------- |
| Ефимов, Николай Иванович (1932—2022)  | 17 июля 1989                | 30 июля 1990            |
| Ненашев, Михаил Фёдорович (1929—2019) | 14 ноября 1990              | 1 апреля 1991           |

1 апреля 1991 года преобразован в Министерство информации и печати СССР.

### Министерство информации и печати СССР
Образовано 1 апреля 1991 года на базе Государственного комитета СССР по печати. Ему же переданы функции упразднённого Главного управления по охране государственных тайн в печати и других средствах массовой информации.
| Имя                                   | Дата вступления в должность        | Дата снятия с должности        |
| ------------------------------------- | ---------------------------------- | ------------------------------ |
| Ненашев, Михаил Фёдорович (1929—2019) | 13 июля 1991 и. о. 28 августа 1991 | 28 августа 1991 26 ноября 1991 |

Упразднено c 1 декабря 1991 на основании Постановления Государственного совета СССР от 14 ноября 1991 года.

## РСФСР

### Комитет делам печати при СНК РСФСР
| Имя                                       | Дата вступления в должность | Дата снятия с должности |
| ----------------------------------------- | --------------------------- | ----------------------- |
| Прядченко, Григорий Кононович (1895—1937) | 1 февраля 1930              | 28 ноября 1931          |
| Иоффе, Семён Самойлович (1895—1938)       | 3 декабря 1931              | 10 июня 1933            |

Ликвидирован 9 июня 1933 года.

### Объединение государственных издательств при СНК РСФСР
| Имя                               | Дата вступления в должность | Дата снятия с должности |
| --------------------------------- | --------------------------- | ----------------------- |
| Юдин, Павел Федорович (1899—1968) | 24 сентября 1940            | 9 октября 1946          |

Упразднено 9 октября 1946 года, функции переданы в ОГИЗ при СМ СССР.

### Управление по делам полиграфической промышленности, издательств и книжной торговли при СНК РСФСР
| Имя                                | Дата вступления в должность | Дата снятия с должности |
| ---------------------------------- | --------------------------- | ----------------------- |
| Карулин, Пётр Иванович (19**—19**) | 30 июня 1949                | 1 апреля 1953           |

Упразднено 1 апреля 1953 года, функции переданы в созданное Министерство культуры РСФСР.

### Государственный комитет СМ РСФСР по печати
| Имя                                  | Дата вступления в должность | Дата снятия с должности |
| ------------------------------------ | --------------------------- | ----------------------- |
| Стукалин, Борис Иванович (1923—2004) | 27 августа 1963             | 8 декабря 1965          |

14 декабря 1965 года исключён из состава СМ РСФСР.

### Комитет по печати при СМ РСФСР
| Имя                                      | Дата вступления в должность | Дата снятия с должности |
| ---------------------------------------- | --------------------------- | ----------------------- |
| Смирнов, Иван Семёнович (1915—1981)      | 30 марта 1966               | 2 сентября 1969         |
| Свиридов, Николай Васильевич (1923—19**) | 3 сентября 1969             | 22 августа 1972         |

22 августа 1972 преобразован в Государственный комитет СМ РСФСР по делам издательств, полиграфии и книжной торговли.

### Государственный комитет СМ РСФСР по делам издательств, полиграфии и книжной торговли
| Имя                                      | Дата вступления в должность | Дата снятия с должности |
| ---------------------------------------- | --------------------------- | ----------------------- |
| Свиридов, Николай Васильевич (1923—19**) | 22 августа 1972             | 31 августа 1978         |

Преобразован в Государственный комитет РСФСР по делам издательств, полиграфии и книжной торговли.

### Государственный комитет РСФСР по делам издательств, полиграфии и книжной торговли
| Имя                                      | Дата вступления в должность      | Дата снятия с должности   |
| ---------------------------------------- | -------------------------------- | ------------------------- |
| Свиридов, Николай Васильевич (1923—19**) | 31 августа 1978                  | 17 марта 1986             |
| Ворожейкин, Иван Егорович (1929—2001)    | 17 марта 1986 и. о. 15 июня 1990 | 15 июня 1990 14 июля 1990 |

Упразднён в соответствии с Законом РСФСР от 14 июля 1990 г. «О республиканских министерствах и государственных комитетах РСФСР».

### Министерство печати и массовой информации РСФСР
Образовано 14 июля 1990 года (Закон РСФСР от 14 июля 1990 года № 101-I).
| Имя                                        | Дата вступления в должность | Дата снятия с должности |
| ------------------------------------------ | --------------------------- | ----------------------- |
| Полторанин, Михаил Никифорович (род. 1939) | 14 июля 1990                | 28 ноября 1991          |

Упразднено 28 ноября 1991 года. На его базе создано Министерство печати и информации РСФСР.

### Министерство печати и информации РСФСР
Образовано 28 ноября 1991 года на базе упразднённого Министерства печати и массовой информации РСФСР (Указ Президента РСФСР от 28 ноября 1991 года № 242).
| Имя                                        | Дата вступления в должность | Дата снятия с должности |
| ------------------------------------------ | --------------------------- | ----------------------- |
| Полторанин, Михаил Никифорович (род. 1939) | 28 ноября 1991              | 25 декабря 1991         |

25 декабря 1991 Верховный Совет РСФСР принял закон о переименовании РСФСР в Российскую Федерацию (РФ). 21 апреля 1992 года Съезд народных депутатов РСФСР внес соответствующие изменения в Конституцию РСФСР, которые вступили в силу 16 мая 1992 года.

## Российская Федерация

### Министерство печати и информации Российской Федерации
| Имя                                        | Дата вступления в должность | Дата снятия с должности |
| ------------------------------------------ | --------------------------- | ----------------------- |
| Полторанин, Михаил Никифорович (род. 1939) | 25 декабря 1991             | 25 ноября 1992          |
| Федотов, Михаил Александрович (род. 1949)  | 23 декабря 1992             | 23 августа 1993         |
| Шумейко, Владимир Филиппович (род. 1945)   | 5 октября 1993              | 22 декабря 1993         |

22 декабря 1993 года ликвидировано. На его базе образованы Государственный комитет РФ по делам печати и Федеральная служба России по телевидению и радиовещанию.

### Государственный комитет Российской Федерации по делам печати
Образован 22 декабря 1993 года на базе Министерства печати и информации РФ.
| Имя                                             | Дата вступления в должность | Дата снятия с должности |
| ----------------------------------------------- | --------------------------- | ----------------------- |
| Миронов, Борис Сергеевич (род. 1951)            | 22 декабря 1993             | 2 сентября 1994         |
| Володин, Владимир Викторович, и. о. (род. 1947) | 2 сентября 1994             | 1 ноября 1994           |
| Грызунов, Сергей Петрович (1949—2025)           | 1 ноября 1994               | 25 июля 1995            |
| Лаптев, Иван Дмитриевич (род. 1934)             | 25 июля 1995                | 6 июля 1999             |

6 июля 1999 года ликвидирован. На его базе образовано Министерство по делам печати, телерадиовещания и средств массовых коммуникаций РФ.

### Министерство по делам печати, телерадиовещания и средств массовых коммуникаций
Образовано 6 июля 1999 года на базе Государственного комитета РФ по делам печати и Федеральной службы России по телевидению и радиовещанию.
| Имя                               | Дата вступления в должность | Дата снятия с должности |
| --------------------------------- | --------------------------- | ----------------------- |
| Лесин, Михаил Юрьевич (1958—2015) | 6 июля 1999                 | 9 марта 2004            |

Упразднено 9 марта 2004 года.

### Федеральное агентство по печати и массовым коммуникациям Российской Федерации
Образовано 9 марта 2004 года на базе упразднённого Министерства по делам печати, телерадиовещания и средств массовых коммуникаций РФ.
| Имя                                        | Дата вступления в должность | Дата снятия с должности |
| ------------------------------------------ | --------------------------- | ----------------------- |
| Сеславинский, Михаил Вадимович (род. 1964) | 18 марта 2004               | 20 ноября 2020          |

Упразднено 20 ноября 2020 года с передачей функций Министерству цифрового развития, связи и массовых коммуникаций РФ.